# Chiesa della Madonna delle Grazie (Castellammare del Golfo)
La chiesa di Maria Santissima delle Grazie è una chiesa cattolica ubicata nella piazza omonima, nel centro storico di Castellammare del Golfo, in provincia di Trapani.
In questa chiesa nel 1921 venne fondata la congregazione religiosa delle Orsoline del Santissimo Crocifisso da Suor Maria della Croce dove, oggi, al suo interno dall'11 novembre 2000 riposano le sue spoglie mortali.

## Storia
In merito alla costruzione della chiesa della Madonna delle Grazie si hanno pochissime notizie. La più antica testimonianza risale a un atto di morte del 1626.
 A questo primo documento segue una serie ininterrotta di altri atti, che attestano l'esistenza di questa chiesa. Tutti gli atti di quel periodo, affermavano e specificavano che la chiesa era situata fuori le mura della città, che a quel tempo si estendeva dal castello al ponte della porta. Non si hanno documenti che accertino con certezza la data della costruzione, ma si può ben capire che sia stata costruita tra il 1614 e il 1624 in quanto non se ne parla nella relazione della visita di Monsignor La Cava, vescovo di Mazara del Vallo, fatta a Castellammare del Golfo nel 1614.

### Le Orsoline del Santissimo Crocifisso

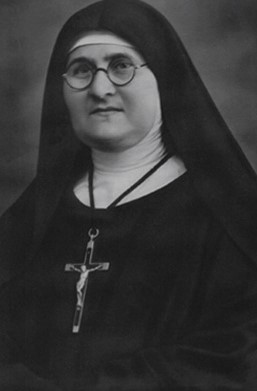
Suor Maria della Croce, fondatrice delle Orsoline del Santissimo Crocifisso

Nel 1921 Maria Di Gregorio, insieme a Maria Di Stefano e sotto la guida spirituale dei sacerdoti Gaetano Picciurro e Giovanni Sarcona, diede vita a un istituto religioso femminile denominato Orsoline del Santissimo Crocifisso che analogamente alla Compagnia di Sant'Orsola si stabilirono nei locali adiacenti alla chiesa della Madonna delle Grazie che si impegnarono a curare. Queste orsoline cominciarono ben presto a diffondersi, anche fuori da Castellammare, e si stabilirono a Roma, Palermo, Belmonte Mezzagno, Bivona, Cianciana, Gibellina, Isole Eolie, Salaparuta, Sambuca di Sicilia, Santa Ninfa, ecc.
Da subito la stessa fondatrice, diventò suora con il nome religioso di suor Maria della Croce e l'anno dopo, nei locali attorno alla chiesa avviò un ospizio di mendicità femminile, mentre nel 1923 ne aprì uno maschile a Cala Marina. Gli scopi delle Orsoline del Santissimo Crocifisso furono sin dall'inizio: creare ospizi di mendicità a favore degli anziani, poveri e soli, ma anche a favore dei fanciulli orfani e abbandonati, raccogliendoli in orfanotrofi; offrire assistenza agli ammalati negli ospedali; creare opere di carità a favore dei sofferenti.
Questa fondazione nacque con alcune difficoltà e venne osteggiata da non poche persone, tra le quali anche qualche membro del clero locale, ma nonostante ciò e gli ingenti problemi economici e finanziari, suor Maria della Croce riuscì a fronteggiare queste avversità continuando il suo progetto. Una delle molte iniziative, finalizzate a trovare risorse in grado di sostenere queste sue opere fu il suo viaggio negli Stati Uniti, dove venne accolta con gioia dagli emigrati castellammaresi e grazie alla loro generosità offrirono un importante somma di denaro. 
Così i ristretti locali della Madonna delle Grazie, successivamente ampliati, accolsero le prime suore diventando così la loro casa madre.
L'istituto fu canonicamente elevato a congregazione religiosa dall'allora vescovo di Mazara del Vallo Niccolò Audino nel 1930; nel 1961 fu anche riconosciuto dalla Santa Sede. 
Nell'orfanotrofio maschile, che ebbe sede nei locali della Chiesa, nel 1950 fu promossa la nascita di un gruppo bandistico composto da circa trenta ragazzi.
Tuttora le suore orsoline operano a Castellammare in una casa di riposo per anziani intitolata alla fondatrice, nella via che il comune nel 1989 volle intitolare a questa donna straordinaria che segnò la storia ecclesiale di questa città. Dall'11 novembre 2000 la salma della venerata fondatrice venne traslata dal cimitero di Castellammare alla Chiesa della Madonna delle Grazie, dove ancora oggi riposa tra la devozione delle sue figlie e quella dei fedeli castellammaresi.

## Descrizione
A due passi dalla villa comunale, all'inizio di via Roma e di fronte a corso Bernardo Mattarella, si apre una graziosa piazza intitolata alla Madonna delle Grazie da cui prende il nome per la presenza della chiesa omonima. La chiesa è affiancata da due cortili e dalle case dell'istituto delle orsoline, mentre a ovest, il retro si affaccia su via Plaia.

### Esterno

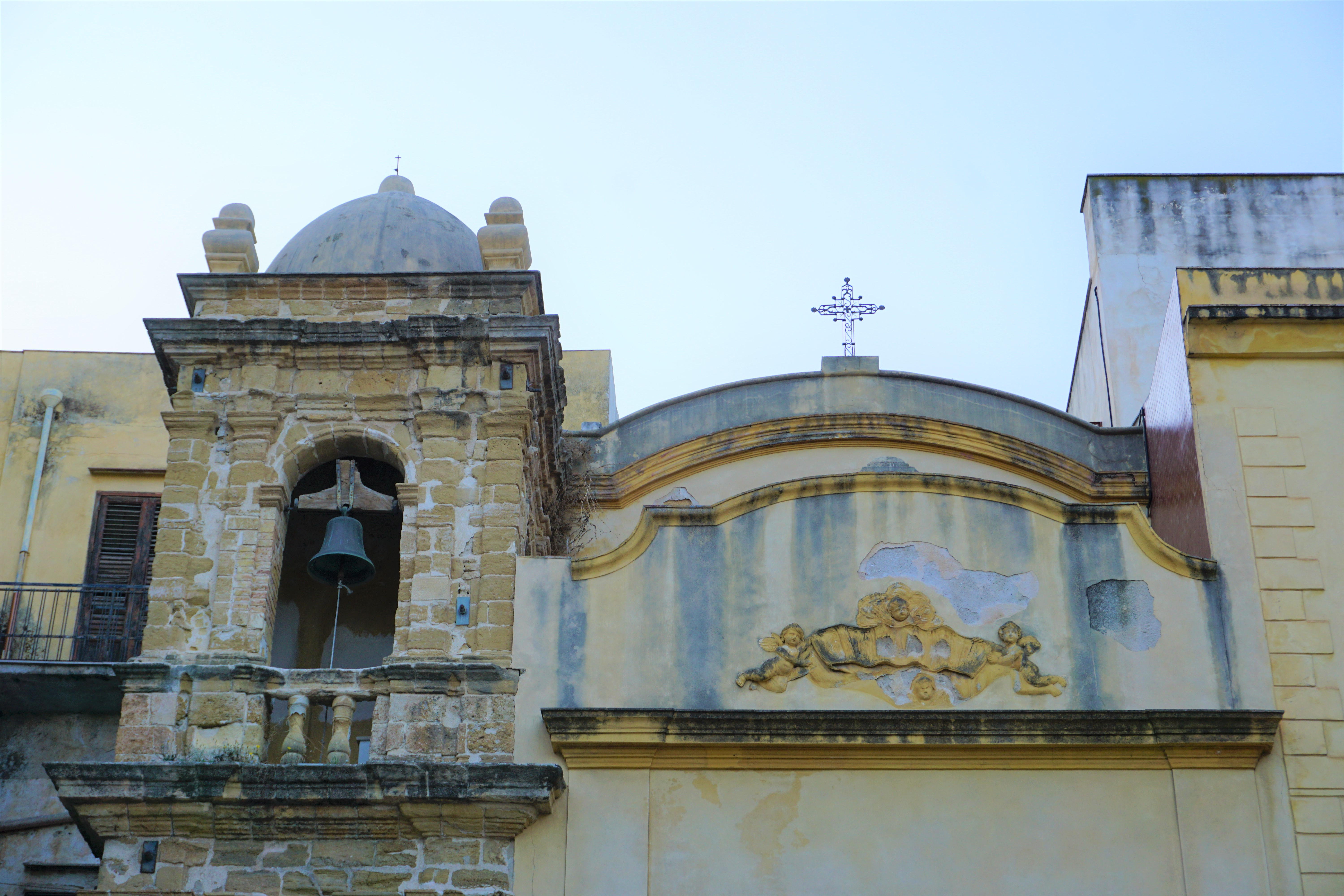
Particolari della facciata e della torre campanaria

La facciata, prevalentemente, in stile tardo barocco ha subito varie modifiche nel corso dei secoli. È presente una piccola scalinata in marmo rosso che conduce al portone d'ingresso, incorniciato da due piccole lesene con capitelli dorici con al centro una testa di angelo, sormontata da due volute.
Sopra al portone d'ingresso è presente un piccolo oculo incorniciato da quattro teste di angelo, rivolte tutte verso il centro. Ai laterali della facciata sono, anche presenti due lesene che sorreggono il cornicione a sua volta sovrastato da un doppio coronamento che al centro forma un arco ribassato e ai lati termina con una parte concava, tipicamente neoclassica. Nel coronamento sopra il cornicione sono rappresentati quattro angeli, dei quali due sorreggono una grande corona di tipico riferimento mariano. Sovrasta la facciata un ampio frontone semicircolare, sormontato da una croce in ferro.
La torre campanaria, prevalentemente, in stile tardo barocco è rivestita in pietra tufacea ed è sovrastata da una cupola circondata agli angoli da dei pinnacoli.
Nella parte bassa della torre si affaccia sulla piazza un'edicola vuota, un tempo occupata dalla statua tufacea della Madonna dei Miracoli, oggi andata persa a causa delle intemperie.

### Interno

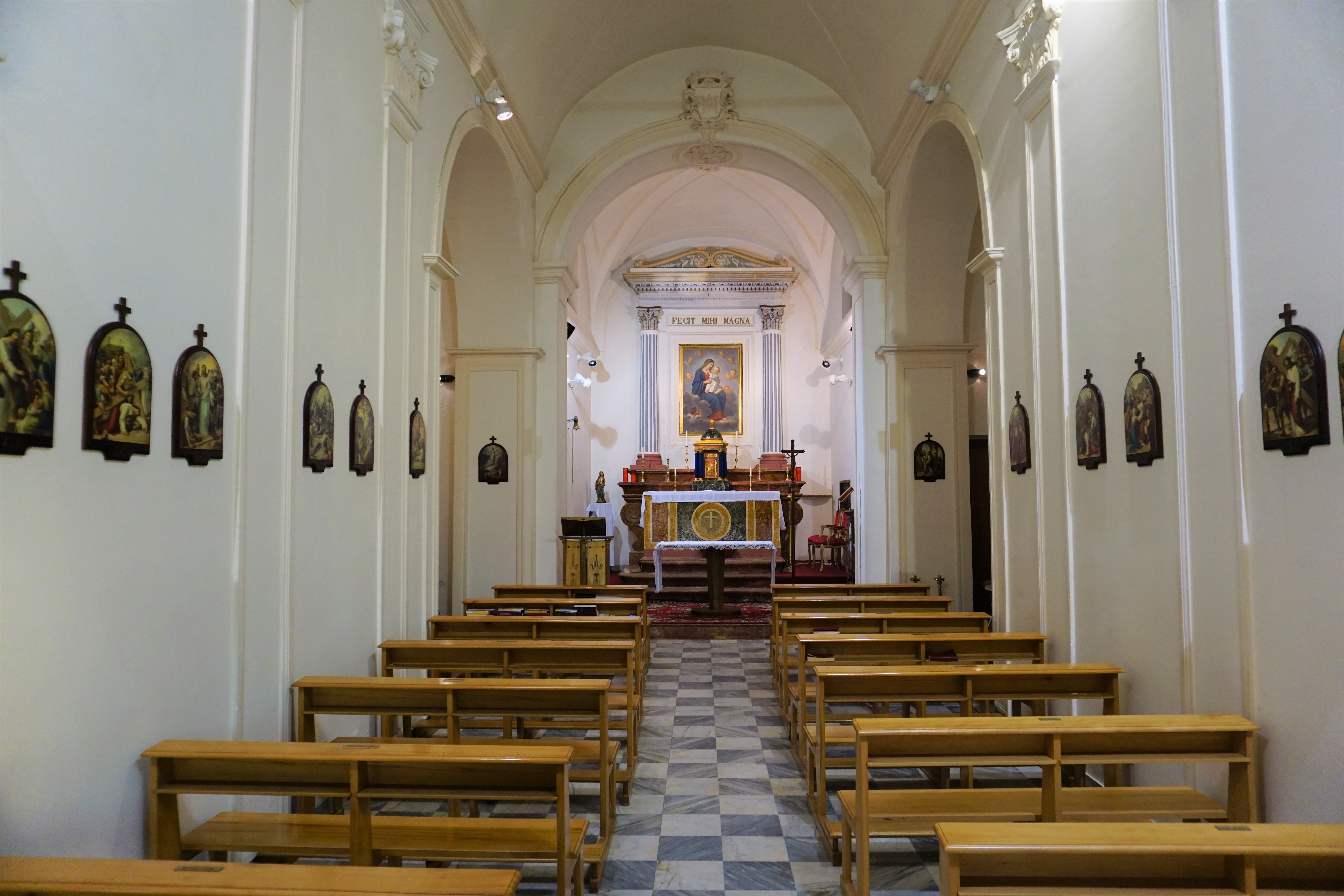
Interno della chiesa

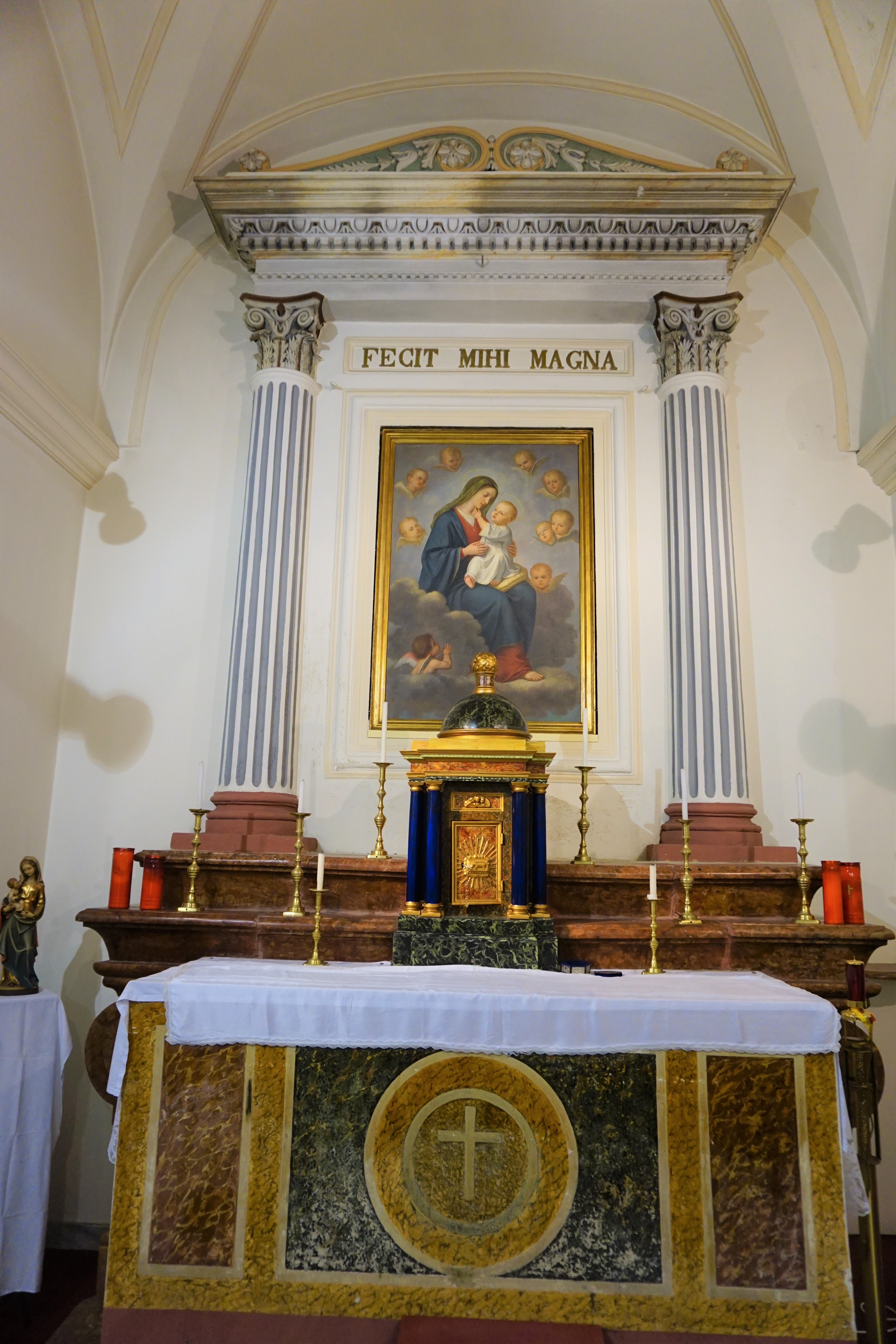
L'altare maggiore

L'interno in stile, prevalentemente, neoclassico è a navata unica e con pianta a croce latina. Misura 17,50 metri in lunghezza e 4,20 metri in larghezza.
Nella Chiesa, entrando a destra, è possibile ammirare una preziosa edicola marmorea contenente un'importante pittura su lavagna risalente al XVII secolo e raffigurante la Madonna con il bambino Gesù in braccio. Quest'opera è attribuita a Pietro Antonio Novelli.
Entrando a sinistra, invece, nel novembre del 2000 furono collocate le spoglie mortali delle fondatrice delle orsoline del Santissimo Crocifisso Suor Maria della Croce. La tomba formata da una lastra di marmo bianca dove sono incisi il nome e le date della fondatrice, è circondata da una cornice in marmo rosso. Al di sopra della tomba è possibile ammirare un antico Crocifisso risalente al XVIII secolo.
All'interno della chiesa sono presenti due cappelle laterali. Quella di destra dedicata al Crocifisso e all'Addolorata, mentre quella di sinistra dedicata a Sant'Eligio. Fino al 1711 le cappelle laterali erano, invece, dedicate: quella di sinistra a Santa Rosalia e quella di destra a Sant'Antonio. Entrambe le cappelle, oggi, presentano due dipinti raffiguranti i titolari.
L'altare maggiore è dedicato alla titolare della chiesa Maria Santissima delle Grazie e conserva un raffinato dipinto della Vergine con in braccio il bambin Gesù. Il quadro è incorniciato da un tempietto che si chiude con due volute ed è sorretto da due colonne scanalate con capitelli corinzi. Sotto l'architrave del tempietto vi è un'incisione in latino FECIT MIHI MAGNA.
Il dipinto raffigura la Vergine Maria seduta su una nube, quasi di fianco, con in braccio il bambin Gesù che porge verso il volto della madre la mano sinistra, mentre con la mano destra entrambi si tengono per mano. La scena è ambientata fra le nubi e alla presenza di numerosi angeli, tra cui uno in basso a sinistra con le mani congiunte rivolge lo sguardo verso la madre e il figlio.

## Galleria d'immagini

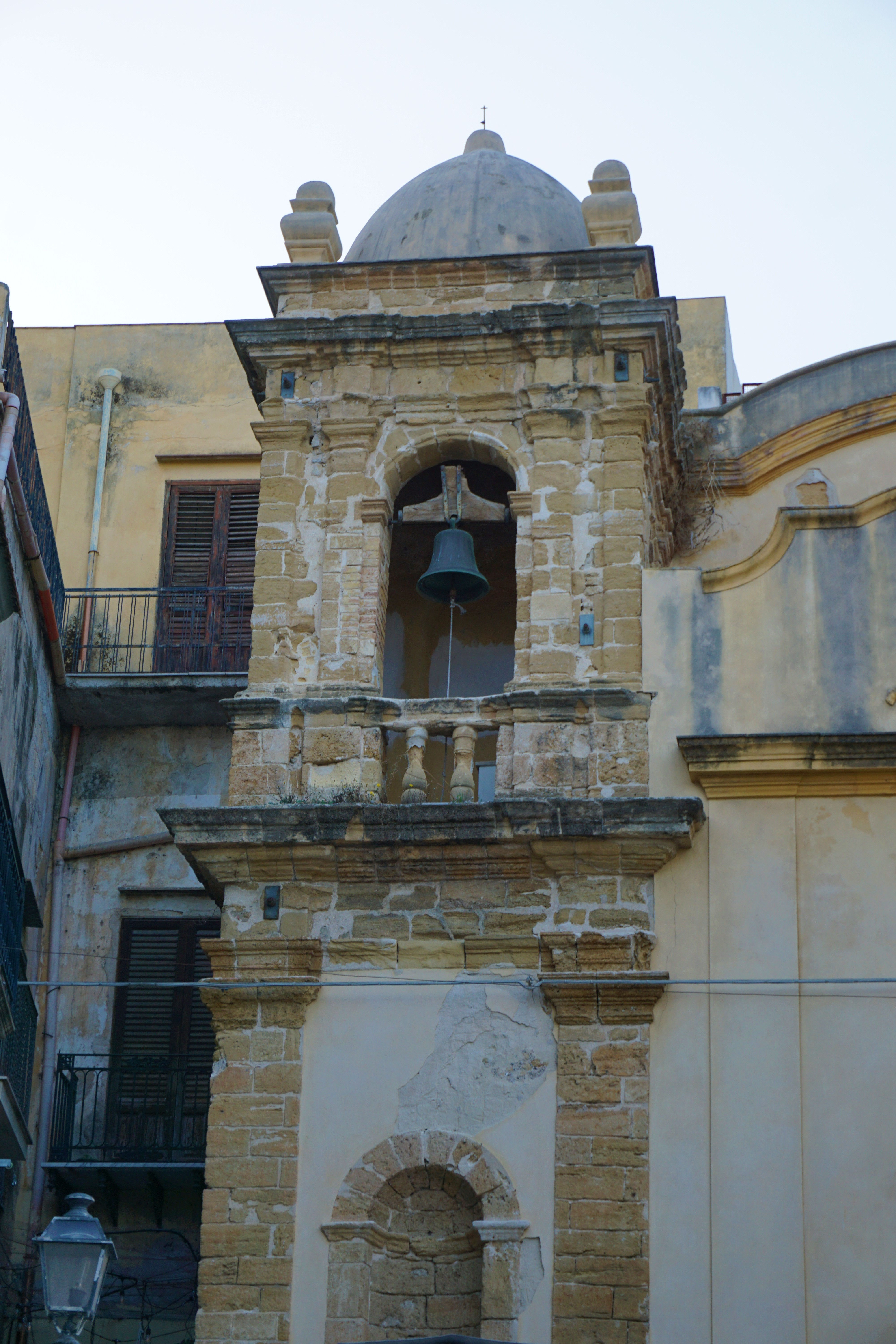
La torre campanaria
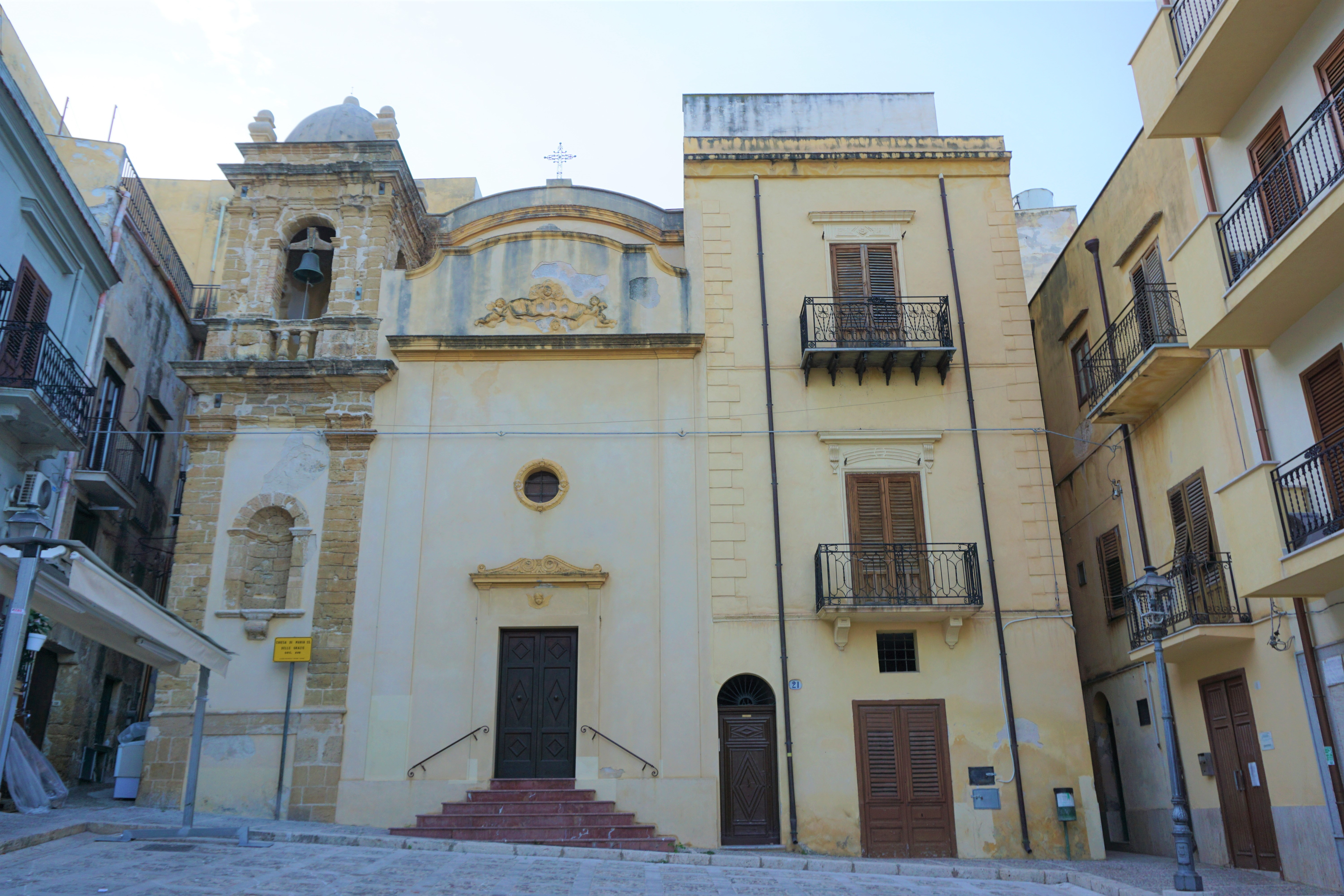
La facciata
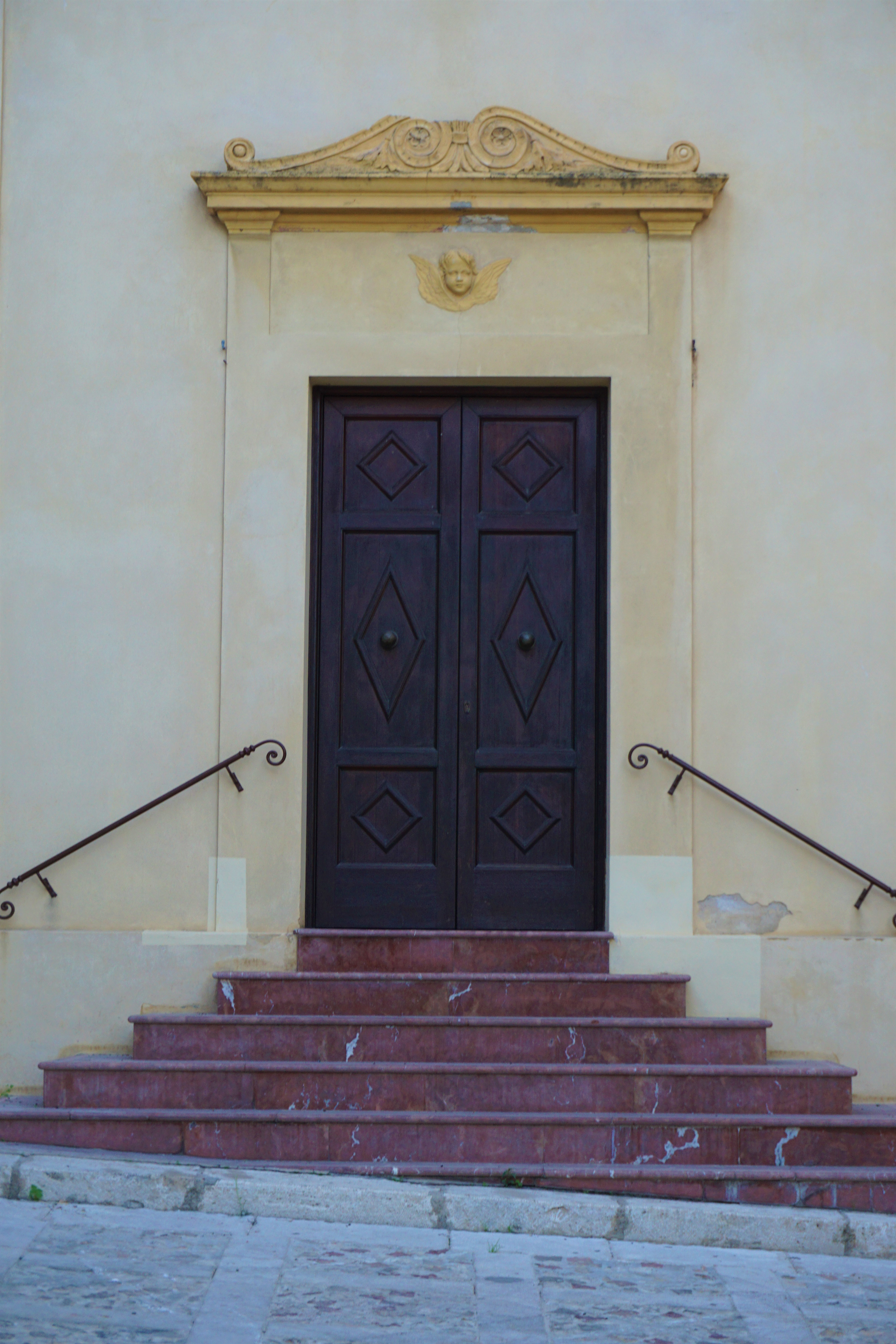
Portale d'ingresso
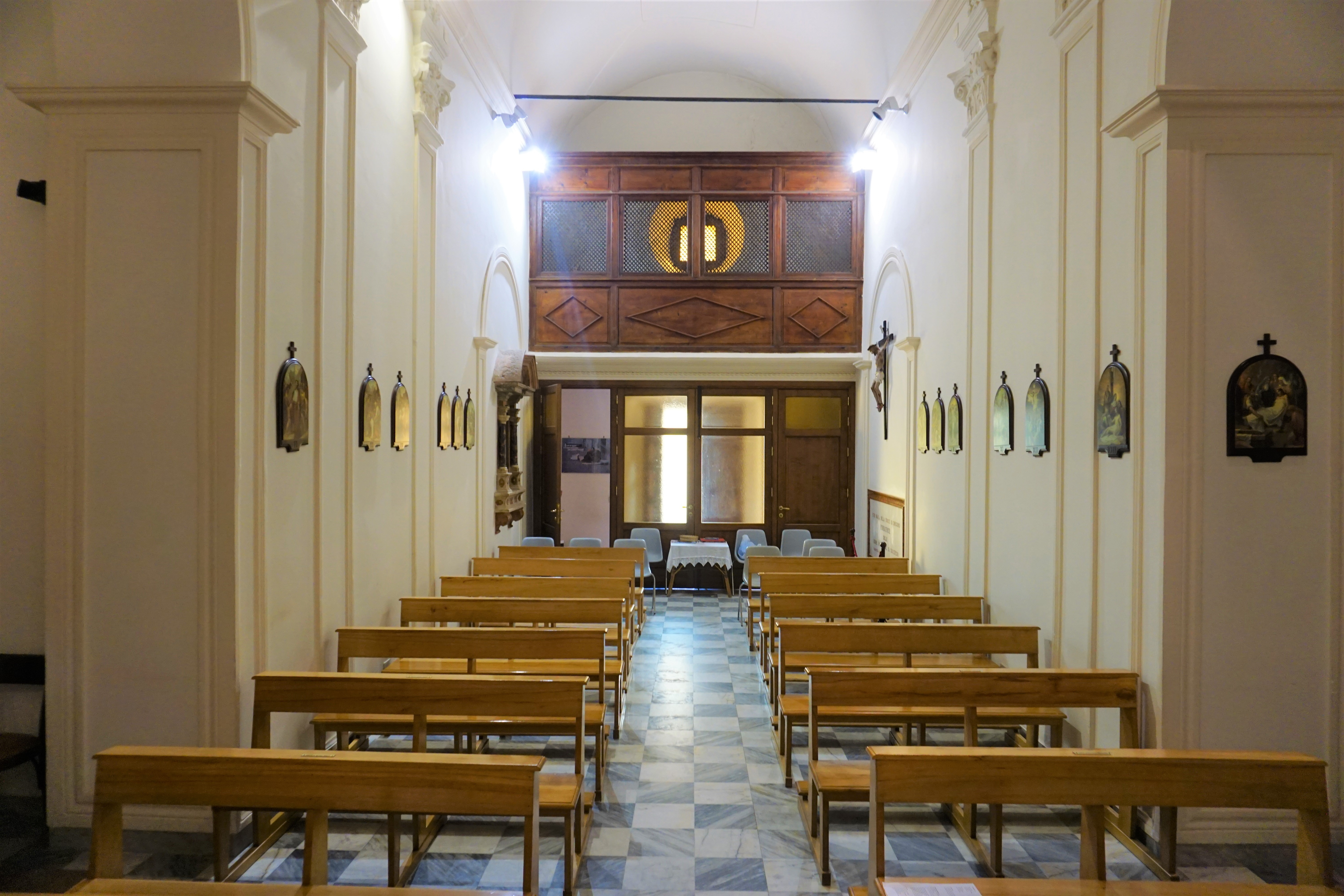
Controfacciata
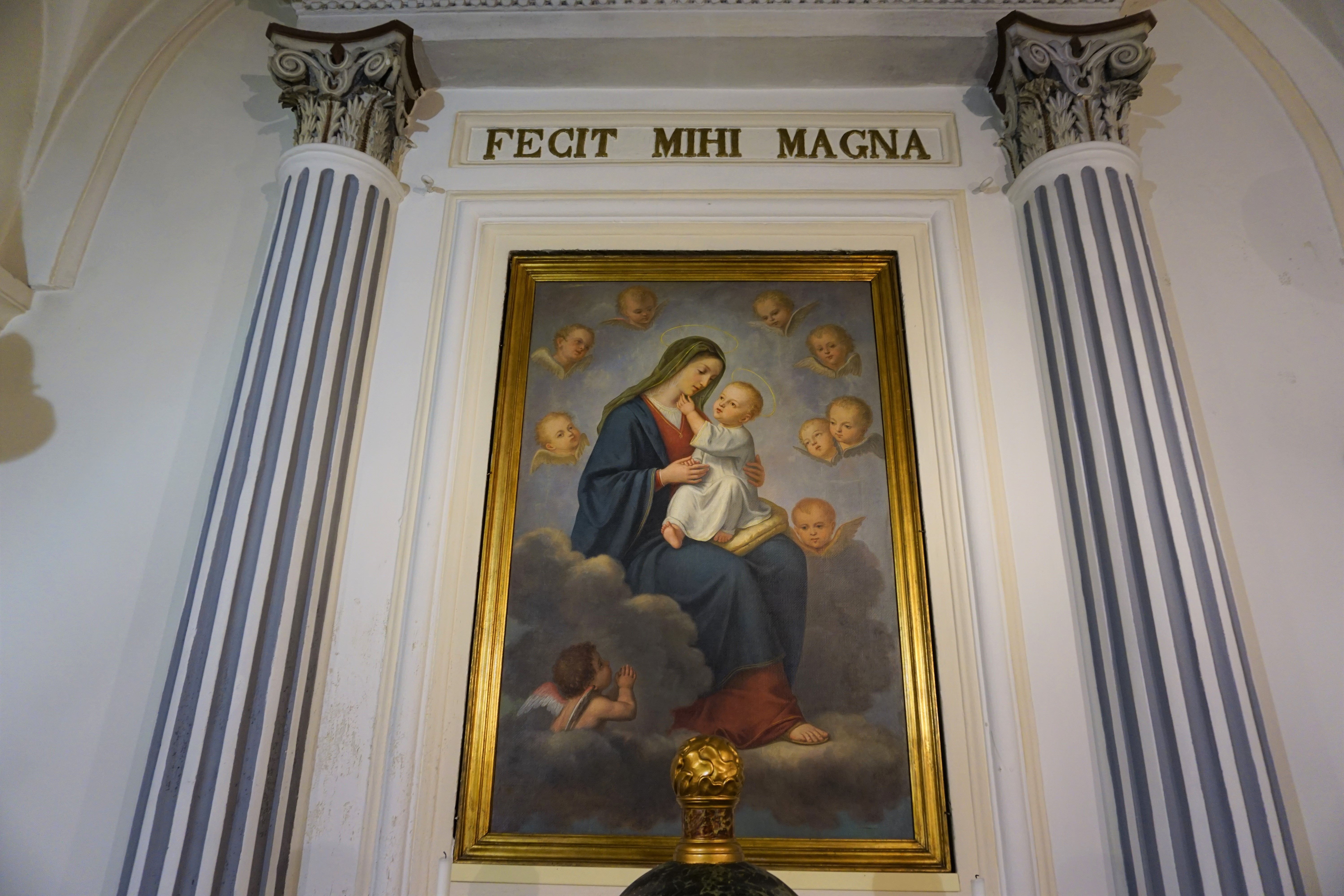
Il dipinto della Madonna delle Grazie
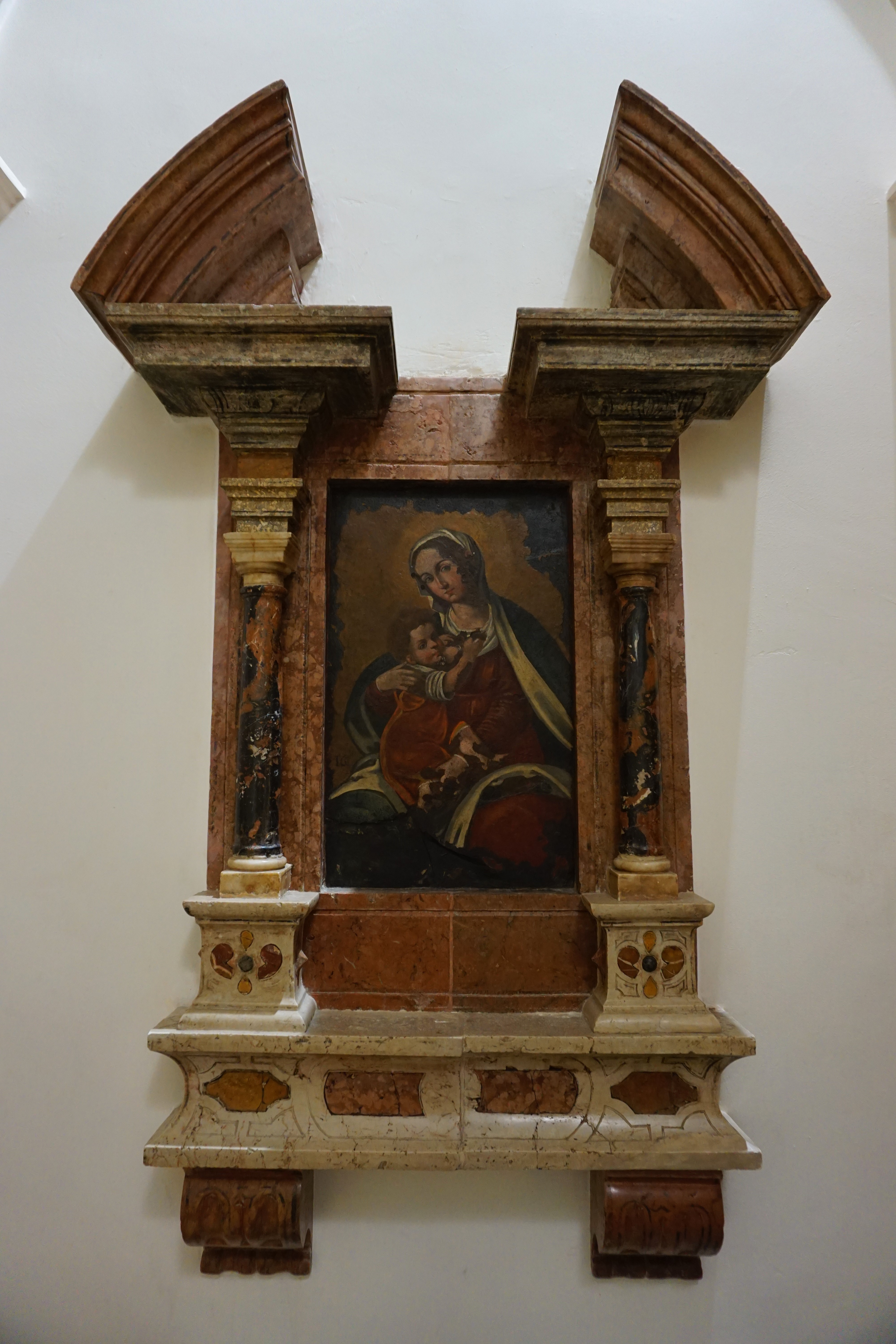
La pittura del XVIII secolo
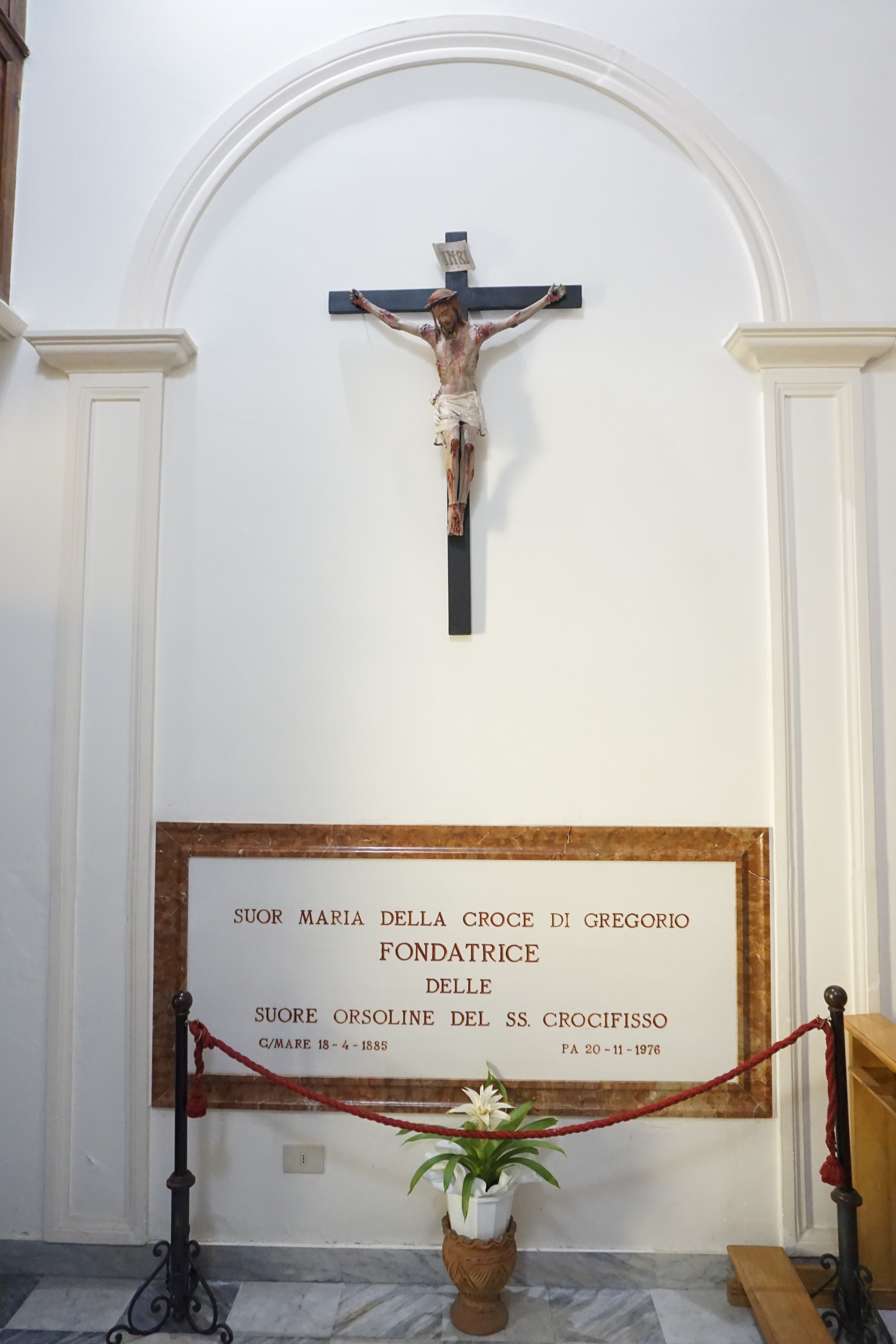
La tomba della Madre fondatrice
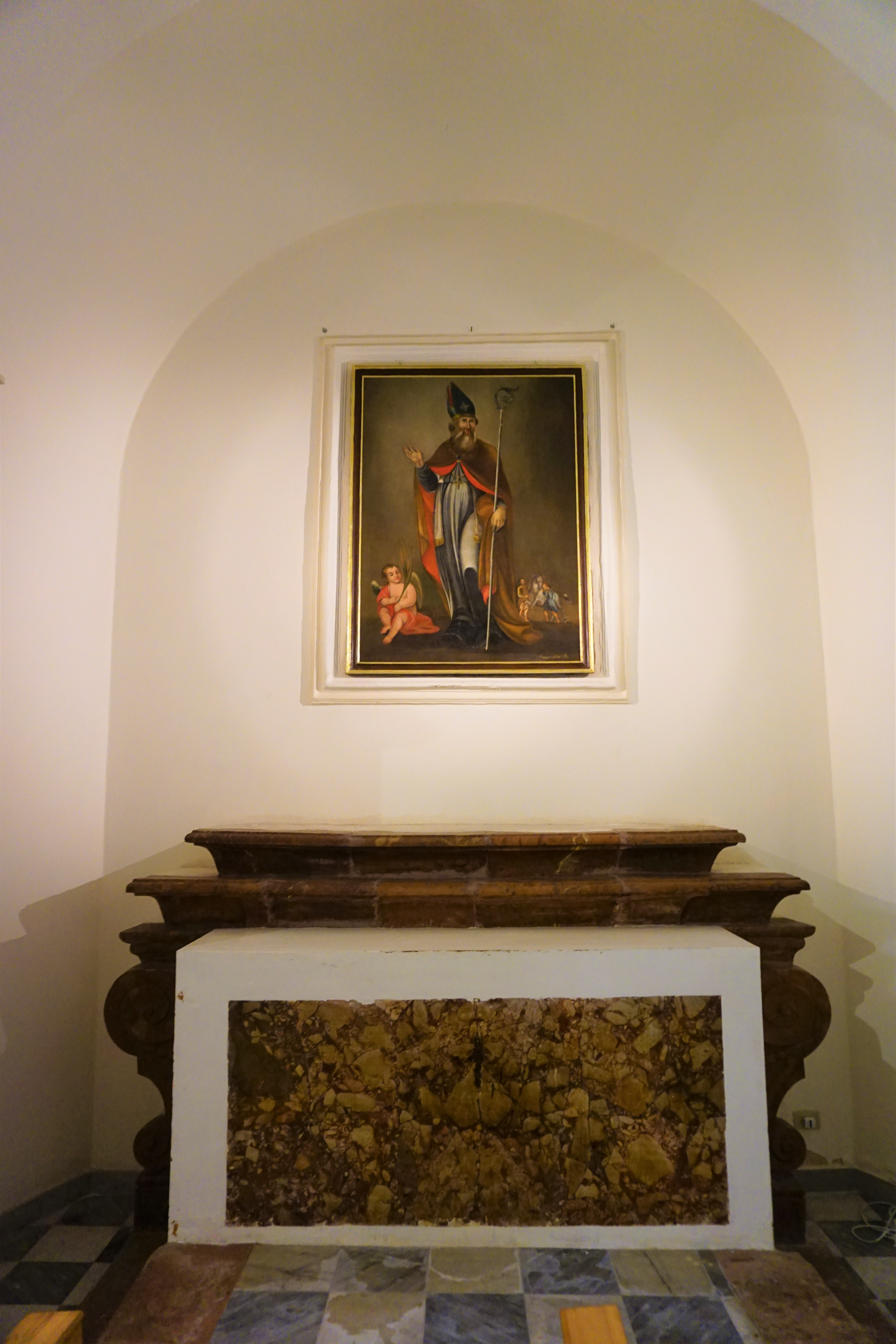
Altare di Sant'Eligio
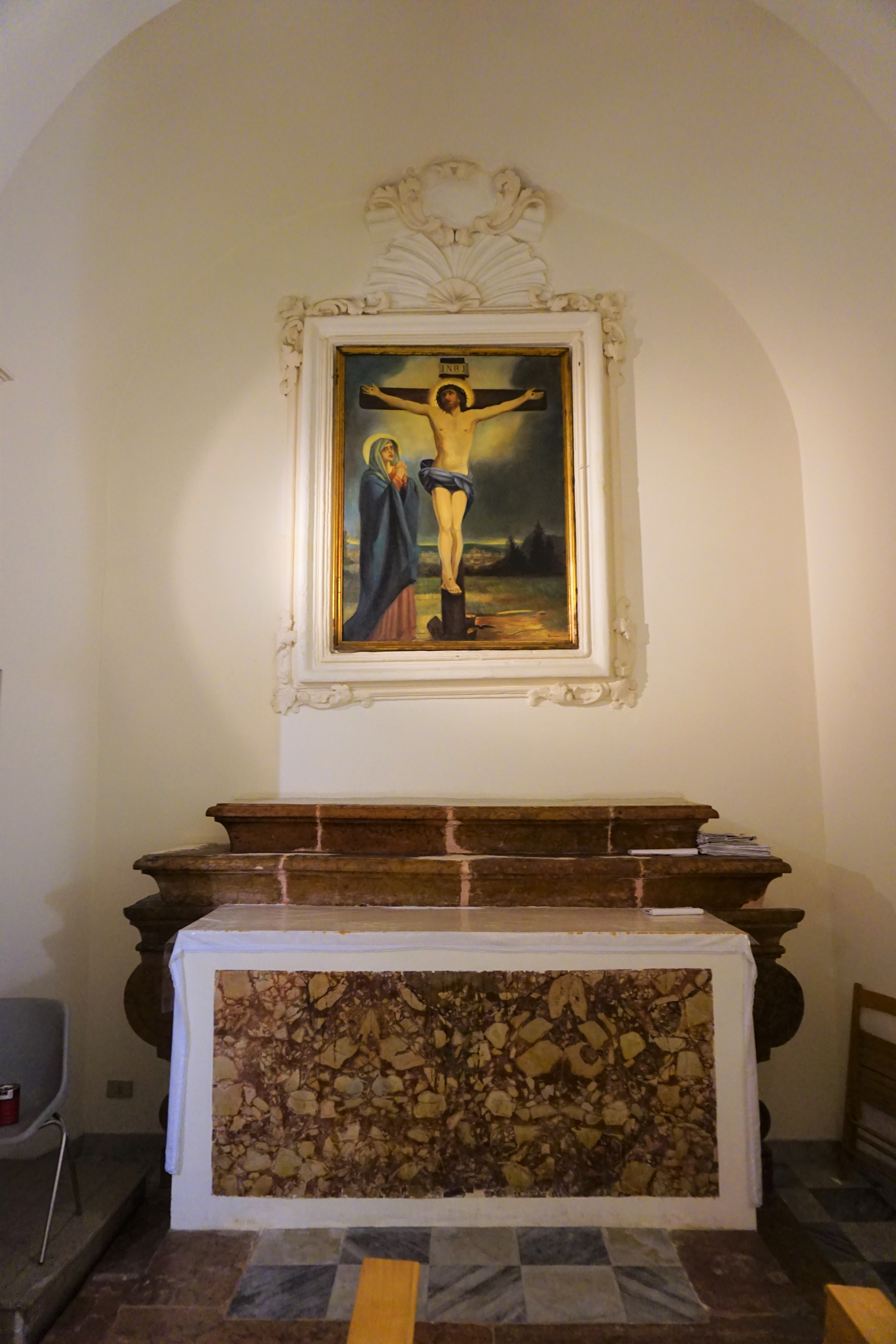
Altare del Crocifisso e dell'Addolorata